# Palais de l'Université de Naples - Frédéric II
Le palais de l'Université de Naples - Frédéric II (qui est le « siège central » de l'université) est un imposant bâtiment néo-baroque du centre de Naples, qui s'ouvre le long du Corso Umberto I, à l'angle de la Via Mezzocannone. C'est le siège du rectorat, des organes de direction et en général de la direction de l'université ; c'est aussi le siège du département de droit.
Il a été construit entre 1897 et 1908 sur un projet des architectes Pierpaolo Quaglia et Guglielmo Melisurgo.

## Histoire
À l'origine de la construction du bâtiment universitaire, il y a eu l'augmentation considérable de la population étudiante, qui a doublé de 1875 à 1886. Pour cette raison, il était nécessaire de mettre en place un projet général de logement et d'agrandissement du complexe universitaire, situé dans l’exiguë Casa del Salvatore, manquant d'équipements et désormais inadéquat. En plus de la rénovation des vieux bâtiments jésuites, un nouveau siège devait être bâti. Dans le cadre du Risanamento, un projet a été créé à cet effet, signé par les architectes Pierpaolo Quaglia et Guglielmo Melisurgo, qui prévoyait la construction, en aval du complexe universitaire et donnant sur le nouveau cours Umberto-I, de trois bâtiments qui auraient formé un seul corps, dans lequel le Rectorat, les Facultés de Lettres et de Droit et les Instituts de Chimie et de Physique trouveraient leur place. Le nouveau corps du bâtiment serait relié au complexe derrière lui au moyen d'un escalier monumental (appelé Scalone della Minerva), qui prenait naissance dans la cour du Palais universitaire et se terminait dans la cour des Jésuites, surmontant une différence de hauteur de plus de 7 m. Les travaux préliminaires ont été présentés en avril 1893 au ministre de l'instruction publique Ferdinando Martini. À l'ouverture de l'année universitaire (1894-1895), les graphiques sont exposés au public dans le hall de la bibliothèque universitaire, accompagnés d'un modèle en plâtre. Les graphiques exécutifs ont été présentés aux ingénieurs civils en avril 1896.
La première pierre de l'édifice fut posée le 18 octobre 1896 par le prince de Naples Vittorio Emanuele, futur roi d'Italie. Les travaux, dirigés par l'ingénieur du Génie Diego Blesio et par le professeur Francesco Lomonaco, se terminèrent en 1908.
Le palais ne subira aucune modification, tant dans la structure que dans la partie décorative, jusqu'en 1943 : en effet, le bâtiment, d'abord gravement endommagé par les bombardements des Alliés pendant la Seconde Guerre mondiale, fut ensuite incendié par les Allemands en retraite le 12 septembre 1943 pour ensuite être réquisitionné et occupé par les Alliés, qui, à la fin de la guerre, ont rendu obligatoire la restructuration / reconstruction à l'identique. Le bâtiment subira une nouvelle intervention dans les années 1980 pour réparer les dégâts causés par le séisme du 23 novembre 1980.

## Description

### Extérieur
Le Palais de l'Université de Naples Frédéric II se développe sur une façade de 120 m face au Corso Umberto I. Le bâtiment est réparti sur trois niveaux et comporte deux ordres. Le premier niveau, qui s'étend sur tout le premier étage, est en pierre de taille et présente de grandes fenêtres à intervalles réguliers. Le deuxième ordre coïncide avec les deuxième et troisième étages du bâtiment : il est composé de dalles de travertin de Bari interrompues par des pilastres corinthiens en piperno, qui le traversent sur toute sa hauteur, et par une bande horizontale, toujours en piperno, qui divise les deux étages ; l'ordre est également marqué par deux rangées de fenêtres, l'une à tympans courbes en piperno, l'autre triangulaire.

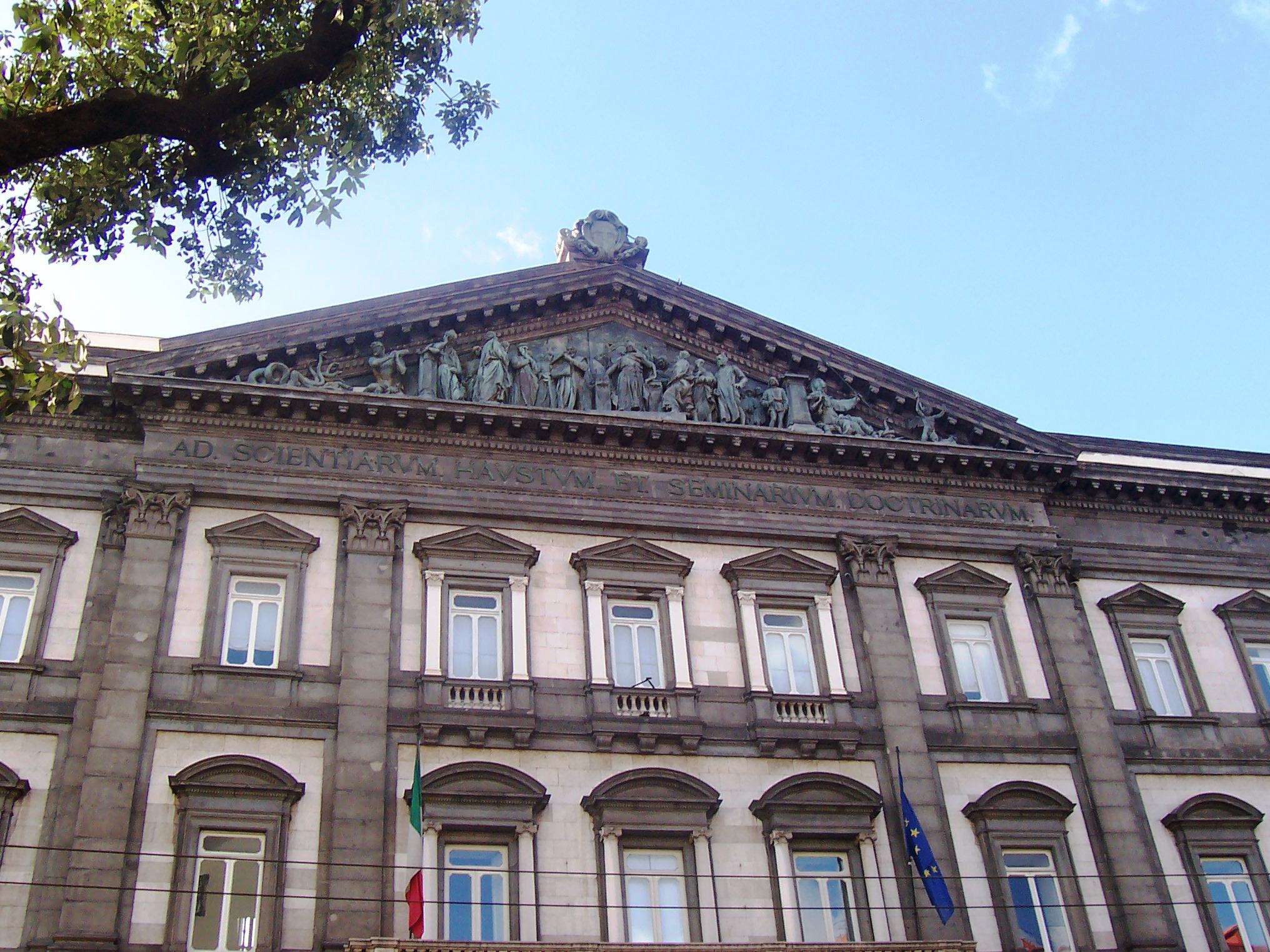
Fronton central avec la devise de l'université en évidence,

La façade a une partie centrale légèrement en saillie ainsi que les parties extrêmes, et sont couronnées par des frontons, tandis que les deux intermédiaires ont un attique continu. Le fronton central présente un haut-relief en bronze, œuvre de Francesco Jerace, représentant l'empereur Frédéric II de Souabe instituant la première université de son royaume avec les principales figures de l'époque (dont Pier della Vigna, illustre juriste qui contribua à l'organisation du Studium de Naples). Les frontons extrêmes présentent des décors d'allégories. Dans les frontons latéraux, c'est-à-dire via Mezzocannone et via Tari, des hauts-reliefs en bronze d'Achille d'Orsi sont insérés représentant Giambattista Vico enseignant la Nouvelle Science dans l'un et Giordano Bruno devant le Tribunal de l'Inquisition dans l'autre. L'architrave en saillie de la partie centrale porte la devise de l'université napolitaine : Ad Scientiarum Haustum et Seminarium Doctrinarum (« à la source de la science et à la pépinière du savoir »).

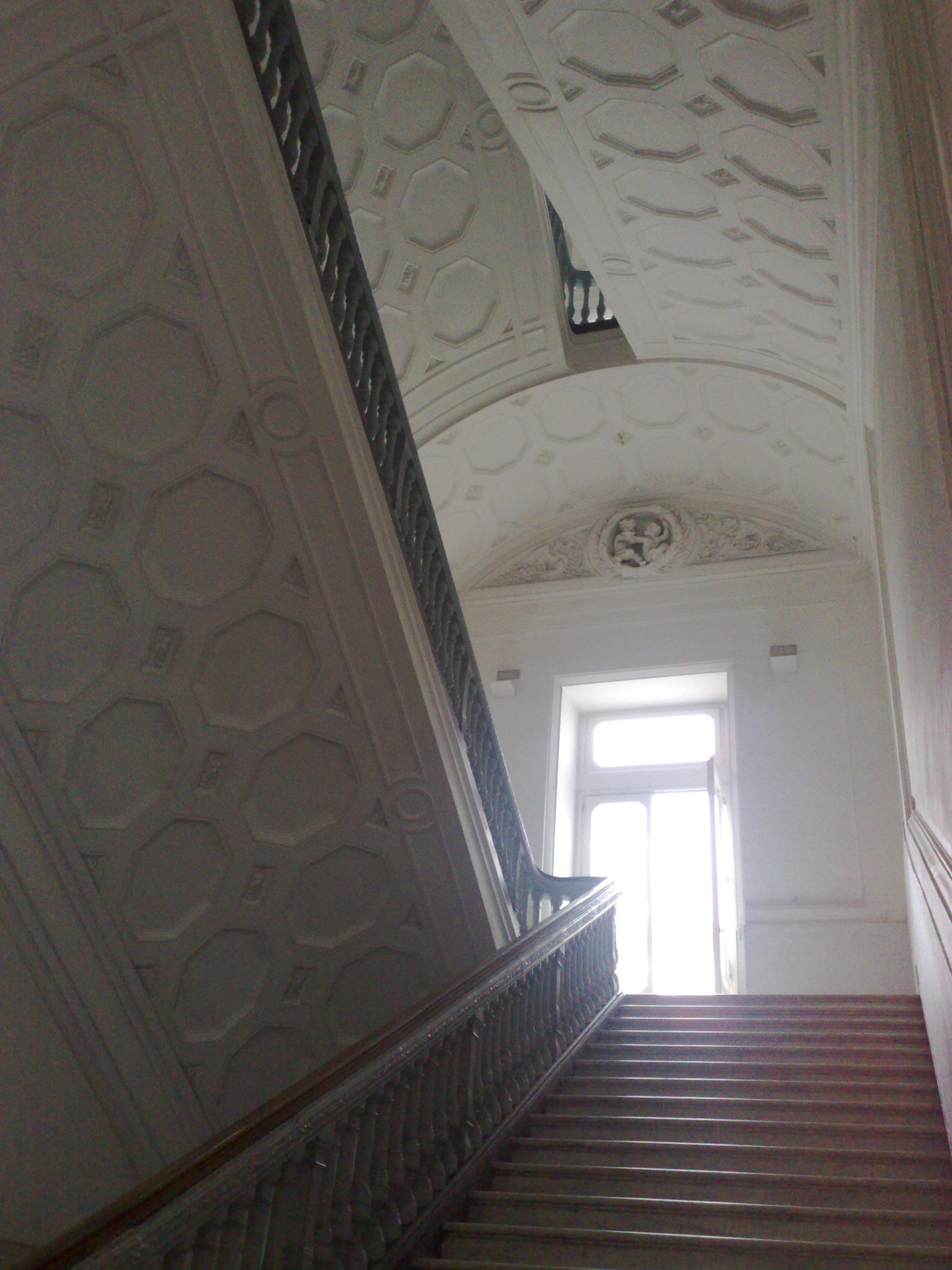
Escalier à caissons octogonaux.

L'entrée, précédée d'un escalier de marbre flanqué de deux sphinx en piperno (œuvres d'Alberto Ferrer et Domenico Pellegrino), a été conçue comme un arc de triomphe ; elle se compose de trois ouvertures voûtées, munies de portes en fer, portant les armoiries des provinces du royaume de Naples, et est surmontée d'une loggia ionique correspondant à l'Aula Magna. À la porte centrale de l'entrée, il y a une plaque commémorative à la mémoire d'un marin italien abattu sur ce seuil, en représailles par les  Allemands, lors des Quatre journées de Naples.